# Arthur Wellesley, 5. Duke of Wellington
Arthur Charles Wellesley, 5. Duke of Wellington (* 9. Juni 1876 in London; † 11. Dezember 1941 ebenda) war ein britischer Peer und Politiker.

## Leben
Er entstammte der Familie Wellesley und war der älteste Sohn des Arthur Charles Wellesley, 4. Duke of Wellington und der Kathleen Emily Bulkeley Williams. Als Heir apparent seines Vaters führte er ab Juni 1900 den Höflichkeitstitel Marquess of Douro.
Wellesley besuchte von 1890 bis 1895 das Eliteinternat Eton und studierte anschließend am Trinity College in Cambridge. Er trat in die British Army ein und wurde am 5. Juni 1896 Second Lieutenant beim 4. Battalion des Cheshire Regiment. Am 27. Oktober 1897 wurde er zum 4. Battalion des Lincolnshire Regiment und am 17. Januar 1900 zu den Grenadier Guards versetzt. Mit Letzteren war er von März 1900 bis Juli 1902 in Südafrika stationiert und nahm an den Kämpfen des Zweiten Burenkriegs teil. 1903 schied er aus dem aktiven Militärdienst aus. Während des Ersten Weltkriegs wurde er 1915 als Reserveoffizier im Rang eines Second Lieutenant reaktiviert und schied schließlich 1919 aus dem Armeedienst aus.
Beim Tod seines Vaters erbte er 1934 dessen Adelstitel als 5. Duke of Wellington und wurde dadurch Mitglied des House of Lords. Zeitweise fungierte er auch als Friedensrichter (Justice of the Peace) für Hampshire.
Er starb 1941 im Alter von 65 Jahren an einer Lungenentzündung. Er wurde am 15. Dezember 1941 auf dem Friedhof des Familiensitzes beim „Stratfield Saye House“ in Basingstoke, Hampshire, beerdigt.

## Rechtsextremismus
Der Duke war Unterstützer mehrerer rechtsextremer Bewegungen. Er war ab 1935 Mitglied der Anglo-German Fellowship (AGF) und Präsident der Liberty Restoration League, einer antisemitischen Bewegung. Als Archibald Maule Ramsay 1939 den Right Club gründete, war Lord Wellington Leiter der ersten Sitzungen. Als Ramsay den „Club“ beschrieb, prahlte er damit, dass er „das Hauptziel habe, die Aktivitäten des organisierten Judentums zu bekämpfen“. Am Tag des Ausbruchs des Zweiten Weltkriegs ließ Lord Wellesley verlauten, dass dieser Konflikt „den Appeasement-Gegnern und den Scheißjuden zu verdanken sei“.

## Ehe und Nachkommen
Er heiratete am 23. März 1909 in London Hon. Lilian Maud Glen Coats († 1946), die Tochter des schottischen Baumwollfabrikanten George Coats, 1. Baron Glentanar. Mit ihr hatte er eine Tochter und einen Sohn:
- Lady Anne Wellesley, 7. Duquesa de Ciudad Rodrigo (1910–1998) ⚭ 1933–1963 Hon. David Reginald Rhys (1907–1991), Sohn des Walter Rhys, 7. Baron Dynevor;
- Henry Wellesley, 6. Duke of Wellington (1912–⚔ 1943).